# Alcis picata
Alcis picata är en fjärilsart som beskrevs av Butler 1881. Alcis picata ingår i släktet Alcis och familjen mätare. Inga underarter finns listade i Catalogue of Life.